# Amir Abrashi
Amir Malush Abrashi (Bischofszell, Turgovia, Suiza, 27 de marzo de 1990) es un futbolista suizo-albanés que juega de centrocampista en el Grasshoppers de la Superliga de Suiza. Es internacional absoluto con la selección de Albania desde 2013.

## Trayectoria

### Inicios: Winterthur
De padres albanos y migrantes desde Gjakova (actual Kosovo), Abrashi nació en Suiza en 1990. A los 12 años comenzó a jugar en su club local, el FC Bischofszell. Luego, a los 16 años, se mudó junto a su familia a Winterthur, y entró al club local FC Winterthur, donde comenzó su carrera profesional.
Debutó con el primer equipo del Winterthur el 27 de abril de 2008 a los 18 años, en la derrota por 1-0 ante el FC La Chaux-de-Fonds en la Challenge League. Se ganó la titularidad en el equipo desde la temporada siguiente, jugando 24 encuentros en las campañas 2008-09 y 2009-10, esta última temporada su club solo quedó a 3 puntos de alcanzar los play-off de ascenso.

### Grasshopper
En julio de 2010, Abrashi fue enviado a préstamo al Grasshopper Club. Se le asignó el dorsal 8 y debutó con el club el 25 de julio en la derrota de visita por 2-0 frente al FC Zürich. Jugó 33 encuentros en su primera temporada en Grasshopper, y fichó permanentemente con el club por €600,000.

### SC Friburgo
Fue presentado como nuevo fichaje del SC Friburgo el 3 de junio de 2015. Debutó con el club el 27 de julio de 2015 en la primera fecha de la 2.Bundesliga en la victoria por 6-3 sobre el Núremberg.

## Selección nacional

### Suiza
Amir jugó más de 40 encuentros con las selecciones juveniles de Suiza. Logró el segundo lugar en la Eurocopa Sub-21 de 2011 y la clasificación a los Juegos Olímpicos de Londres 2012, donde también fue parte del plantel.
Abrashi, quien sirvió en el Ejército Suizo, declaró sus intenciones de jugar por el seleccionado adulto de Suiza. Sin embargo, la gran competencia en su puesto con jugadores como Valon Behrami, el capitán Gökhan Inler, Granit Xhaka, Blerim Dzemaili, Pajtim Kasami, Gelson Fernandes, Fabian Frei, o Pirmin Schwegler lo hicieron reconsiderar su postura. En mayo de 2013 el centrocampista dijo: "Es lamentable que no pueda jugar para Suiza, que es mi primera opción, pero el paso a ser un futbolista internacional es importante en esta etapa de mi carrera. No puedo postergarla para después de mis 26 años."

### Albania
El 24 de mayo de 2013, Abrashi adquirió la ciudadanía albanesa. Debutó con Albania el 14 de agosto de 2013 en un encuentro amistoso contra Armenia; jugó 76 minutos como titular en el encuentro que ganaron por 2-0 en el Estadio Qemal Stafa.

### Participaciones en Eurocopas
| Copa          | Sede     | Resultado    | Partidos | Goles |
| ------------- | -------- | ------------ | -------- | ----- |
| Eurocopa 2016 | Francia  | Primera fase | 3        | 0     |
| Eurocopa 2024 | Alemania | Primera fase | 0        | 0     |

## Estadísticas

### Clubes
Actualizado al último partido disputado el 30 de mayo de 2025.
| Club                        | Div.          | Temporada     | Liga  | Liga  | Copas nacionales | Copas nacionales | Copas internacionales | Copas internacionales | Total | Total |
| Club                        | Div.          | Temporada     | Part. | Goles | Part.            | Goles            | Part.                 | Goles                 | Part. | Goles |
| --------------------------- | ------------- | ------------- | ----- | ----- | ---------------- | ---------------- | --------------------- | --------------------- | ----- | ----- |
| F. C. Winterthur II · Suiza | 3.ª           | 2006-07       | 2     | 0     | ―                | ―                | ―                     | ―                     | 2     | 0     |
| F. C. Winterthur II · Suiza | 3.ª           | 2007-08       | 16    | 2     | ―                | ―                | ―                     | ―                     | 16    | 2     |
| F. C. Winterthur II · Suiza | Total club    | Total club    | 18    | 2     | 0                | 0                | 0                     | 0                     | 18    | 2     |
| F. C. Winterthur · Suiza    | 1.ª           | 2007-08       | 3     | 0     | 0                | 0                | ―                     | ―                     | 3     | 0     |
| F. C. Winterthur · Suiza    | 1.ª           | 2008-09       | 24    | 1     | 0                | 0                | ―                     | ―                     | 24    | 1     |
| F. C. Winterthur · Suiza    | 1.ª           | 2009-10       | 28    | 3     | 3                | 1                | ―                     | ―                     | 31    | 4     |
| F. C. Winterthur · Suiza    | Total club    | Total club    | 55    | 4     | 3                | 1                | 0                     | 0                     | 58    | 5     |
| Grasshoppers · Suiza        | 1.ª           | 2010-11       | 27    | 1     | 4                | 3                | 2                     | 0                     | 33    | 4     |
| Grasshoppers · Suiza        | 1.ª           | 2011-12       | 15    | 0     | 1                | 0                | ―                     | ―                     | 16    | 0     |
| Grasshoppers · Suiza        | 1.ª           | 2012-13       | 27    | 3     | 6                | 0                | ―                     | ―                     | 33    | 3     |
| Grasshoppers · Suiza        | 1.ª           | 2013-14       | 32    | 0     | 4                | 1                | 4                     | 0                     | 40    | 1     |
| Grasshoppers · Suiza        | 1.ª           | 2014-15       | 26    | 2     | 3                | 0                | 4                     | 1                     | 33    | 3     |
| S. C. Friburgo · Alemania   | 2.ª           | 2015-16       | 33    | 3     | 1                | 0                | ―                     | ―                     | 34    | 3     |
| S. C. Friburgo · Alemania   | 1.ª           | 2016-17       | 20    | 1     | 1                | 0                | ―                     | ―                     | 21    | 1     |
| S. C. Friburgo · Alemania   | 1.ª           | 2017-18       | 12    | 0     | 1                | 0                | 2                     | 0                     | 15    | 0     |
| S. C. Friburgo · Alemania   | 1.ª           | 2018-19       | 10    | 0     | 0                | 0                | ―                     | ―                     | 10    | 0     |
| S. C. Friburgo · Alemania   | 1.ª           | 2019-20       | 13    | 0     | 0                | 0                | ―                     | ―                     | 13    | 0     |
| S. C. Friburgo · Alemania   | 1.ª           | 2020-21       | 5     | 0     | 0                | 0                | ―                     | ―                     | 5     | 0     |
| S. C. Friburgo · Alemania   | Total club    | Total club    | 93    | 4     | 3                | 0                | 2                     | 0                     | 98    | 4     |
| F. C. Basilea · Suiza       | 1.ª           | 2020-21       | 10    | 0     | 0                | 0                | ―                     | ―                     | 10    | 0     |
| F. C. Basilea · Suiza       | Total club    | Total club    | 10    | 0     | 0                | 0                | 0                     | 0                     | 10    | 0     |
| Grasshoppers · Suiza        | 1.ª           | 2021-22       | 19    | 0     | 0                | 0                | ―                     | ―                     | 19    | 0     |
| Grasshoppers · Suiza        | 1.ª           | 2022-23       | 27    | 0     | 1                | 0                | ―                     | ―                     | 28    | 0     |
| Grasshoppers · Suiza        | 1.ª           | 2023-24       | 38    | 0     | 1                | 0                | ―                     | ―                     | 39    | 0     |
| Grasshoppers · Suiza        | 1.ª           | 2024-25       | 32    | 0     | 3                | 0                | ―                     | ―                     | 35    | 0     |
| Grasshoppers · Suiza        | Total club    | Total club    | 243   | 6     | 23               | 4                | 10                    | 1                     | 276   | 11    |
| Total carrera               | Total carrera | Total carrera | 419   | 16    | 29               | 5                | 12                    | 1                     | 460   | 22    |
| 1. 2. 3.                    |               |               |       |       |                  |                  |                       |                       |       |       |

### Selección nacional
| Adulta · Albania | 2013          | 1  | 0 | 3  | 0 | - | - | 4  | 0 |
| Adulta · Albania | 2014          | 5  | 0 | 3  | 0 | - | - | 8  | 0 |
| Adulta · Albania | 2015          | -  | - | 4  | 0 | - | - | 4  | 0 |
| Adulta · Albania | 2016          | 3  | 0 | 5  | 0 | - | - | 8  | 0 |
| Adulta · Albania | 2017          | 1  | 0 | 2  | 0 | - | - | 3  | 0 |
| Adulta · Albania | 2018          | -  | - | -  | - | - | - | 0  | 0 |
| Adulta · Albania | 2019          | 0  | 0 | 8  | 1 | - | - | 8  | 1 |
| Adulta · Albania | Total         | 10 | 0 | 25 | 0 | 0 | 0 | 35 | 1 |
| Total carrera | Total carrera | 10 | 0 | 25 | 0 | 0 | 0 | 35 | 1 |
| (1) Incluye los partidos de la Clasificación de UEFA para la Copa Mundial (2014, 2018) y la Clasificación para la Eurocopa (2016, 2020) |               |    |   |    |   |   |   |    |   |

## Palmarés

### Títulos nacionales
| Título        | Club         | País     | Año     |
| ------------- | ------------ | -------- | ------- |
| Copa de Suiza | Grasshoppers | Suiza    | 2012-13 |
| 2. Bundesliga | SC Friburgo  | Alemania | 2015-16 |